# Pierre Péquignat
Pierre Péquignat, né en 1669 à Courgenay et mort le 31 octobre 1740 à Porrentruy fut un des commis d'Ajoie, représentant la Mairie de Courgenay, dans la Principauté de l'Évêché de Bâle (actuel canton du Jura en Suisse), désigné pour transmettre les récriminations de la population ajoulote auprès du prince-évêque de Bâle Jean-Conrad de Reinach.
Il prit ensuite la tête des paysans révoltés, ce qui lui valut d'être condamné à mort, avec deux autres compagnons d'infortune, Frideloz Lion de Coeuve et Jean-Pierre Riat de Chevenez. Ils furent décapités devant l'hôtel de ville de Porrentruy le 31 octobre 1740, puis leurs corps écartelés, et les membres ensanglantés placés à l'entrée des mairies d'Ajoie, afin que quiconque comprenne quel pourrait être son sort s’il lui prenait l'envie de poursuivre la révolte...

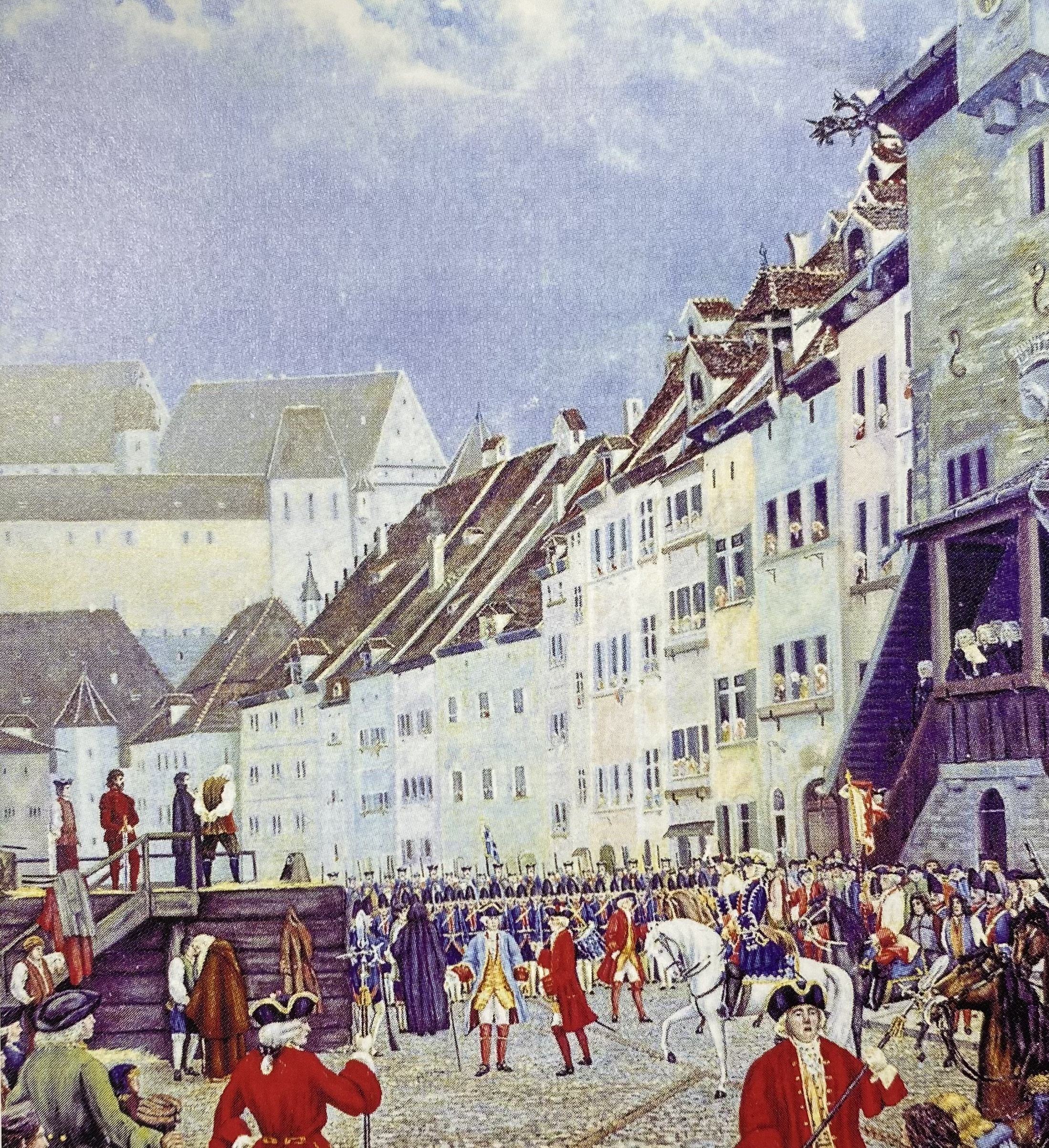
L'exécution de Pierre Péquignat en 1740, à Porrentruy.

Devenu martyr et héros populaire, Pierre Péquignat inspira notamment la chanson populaire Les Petignat. L'historien jurassien Auguste Quiquerez lui a consacré un livre au XIXe siècle : Histoire des troubles dans l'Évêché de Bâle.
Le cachot austère et spartiate de Pierre Péquignat est toujours visible au Château de Porrentruy.

## Honneur
L'astéroïde (204702) Péquignat porte son nom.